# 2016 en Saskatchewan
Chronologie de la Saskatchewan
- 2012
- 2013
- 2014
- 2015
- 2016
- 2017
- 2018
- 2019
- 2020

Cette page concerne des événements d'actualité qui se sont produits durant l'année 2016 dans la province canadienne de la Saskatchewan.

## Politique
- Premier ministre : Brad Wall (Parti saskatchewanais)
- Chef de l'Opposition : Cam Broten puis Trent Wotherspoon (NPD)
- Lieutenant-gouverneur : Vaughn Solomon Schofield
- Législature : 27e

## Événements
- 22 janvier : quatre personnes sont tués et sept sont blessés dans une fusillade dans une maison et à l'école secondaire à La Loche par un adolescent de 17 ans.

- 4 avril : la 28e élection générale saskatchewanaise se tient pour élire les députés provinciaux dans les 61 circonscriptions saskatchewanaises.

- 30 décembre : Harold Everett Chapman, Irene et Leslie Dubé, tous les trois de Saskatoon, ont été faits membres de l'ordre du Canada[1].

## Décès
- 15 janvier : Daniel Joseph Bohan, archevêque de Régina.